# هضبة جوس
هضبة جوس هي هضبة تقع في مدينة جوس وسط نيجيريا في إفريقيا، سميت الهضبة نسبة إلى مدينة جوس عاصمة ولاية بلاتو في نيجيريا.

## الوصف
تعد هضبة جوس وجهة سياحية شهيرة وموطنًا لأشخاص من ثقافات ولغات متنوعة، تشكل المراعي الجبلية والسافانا والغابات في الهضبة موطنًا لمجتمعات من النباتات والحيوانات التي تختلف عن تلك الموجودة في الأراضي المنخفضة.

## الجغرافيا
تبلغ مساحتها حوالي 8000 كيلومتر مربع ويحدها منحدرات مرتفعة بمتوسط ارتفاع يبلغ 1280 مترًا.
تنبع العديد من الأنهار من الهضبة، يتدفق نهر كادونا على المنحدرات الغربية ويتدفق جنوب غربًا ليصل إلى نهر النيجر، ويتدفق نهر جونجولا شرقًا ليصل إلى نهر بينوي، ويتدفق نهرا هاديجيا ويوبي ليصل إلى بحيرة تشاد.

## الجيولوجيا

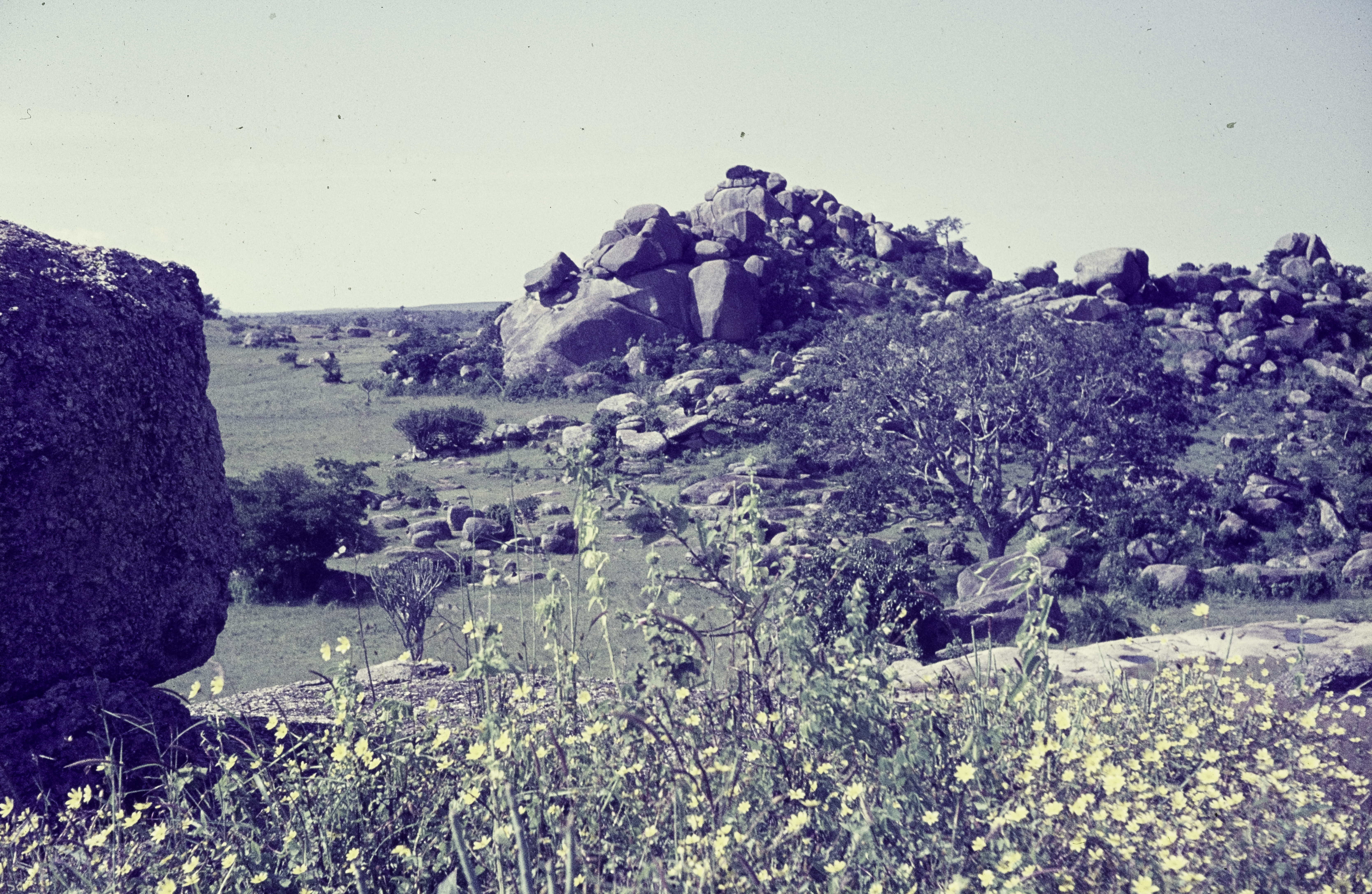
تلة صخرية في هضبة جوس في نيجيريا

تحتوي هضبة جوس ثلاثة أنواع من الصخور، يعود تاريخ الجرانيت الأقدم إلى أواخر العصر الكمبري والأوردوفيشي، أما الجرانيت الأصغر يعود تاريخها إلى العصر الجوراسي، كما يوجد العديد من البراكين وصفائح البازلت المستخرجة منذ العصر البليوسيني، تحتوي الجرانيت الأصغر على القصدير الذي تم استخراجه في بداية القرن العشرين أثناء الفترة الاستعمارية.

## المناخ
المناخ استوائي ولكنه أكثر برودة من الأراضي المنخفضة، تتراوح درجات الحرارة المتوسطة من 15 إلى 20 درجة مئوية في الأشهر الأكثر برودة، وإلى 30 درجة مئوية خلال الأشهر الأكثر حرارة، يتراوح هطول الأمطار في مدينة جوس 1411 ملم في السنة، الأمطار موسمية تسقط في الغالب بين يونيو وسبتمبر مع يوليو وأغسطس الأشهر الأكثر رطوبة.

## النباتات والحيوانات
أن الغطاء النباتي الطبيعي للمنطقة عبارة عن فسيفساء من السافانا والغابات المفتوحة والغابات، أدت الأنشطة البشرية إلى تقليص غطاء الأشجار ومعظم الهضبة مغطاة الآن بمراعي مفتوحة.
 تعد الهضبة موطنًا  للطيور والحيوانات في غرب إفريقيا من طيور وثاب الصخور والعديد من الطيور والثدييات المتوطنة بما في ذلك فأر الخلد النيجيري، وفأر الثعلب الأشعث، وطائر النار الصخري.